# St. Nikolaus (Etterschlag)

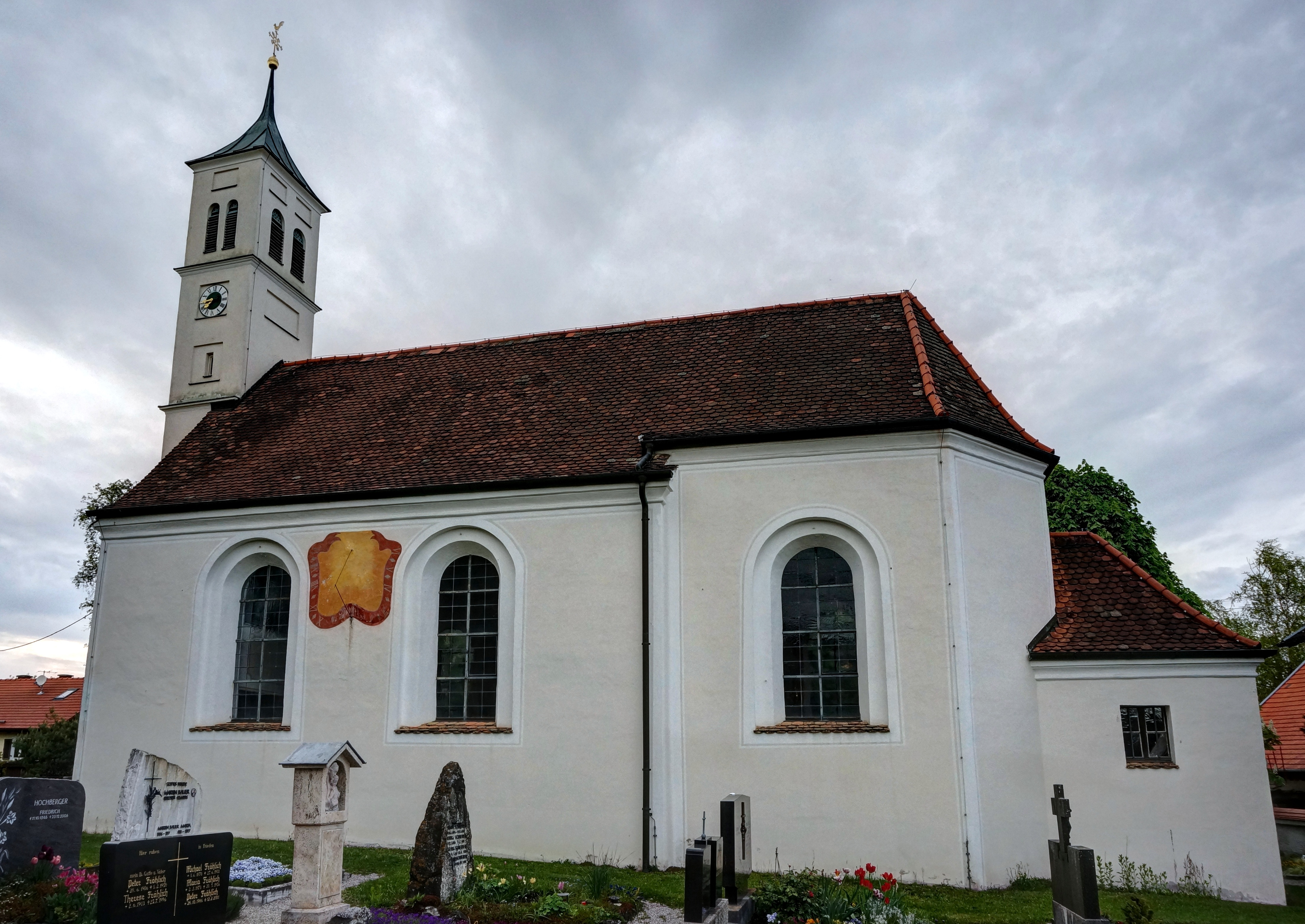
St. Nikolaus in Etterschlag

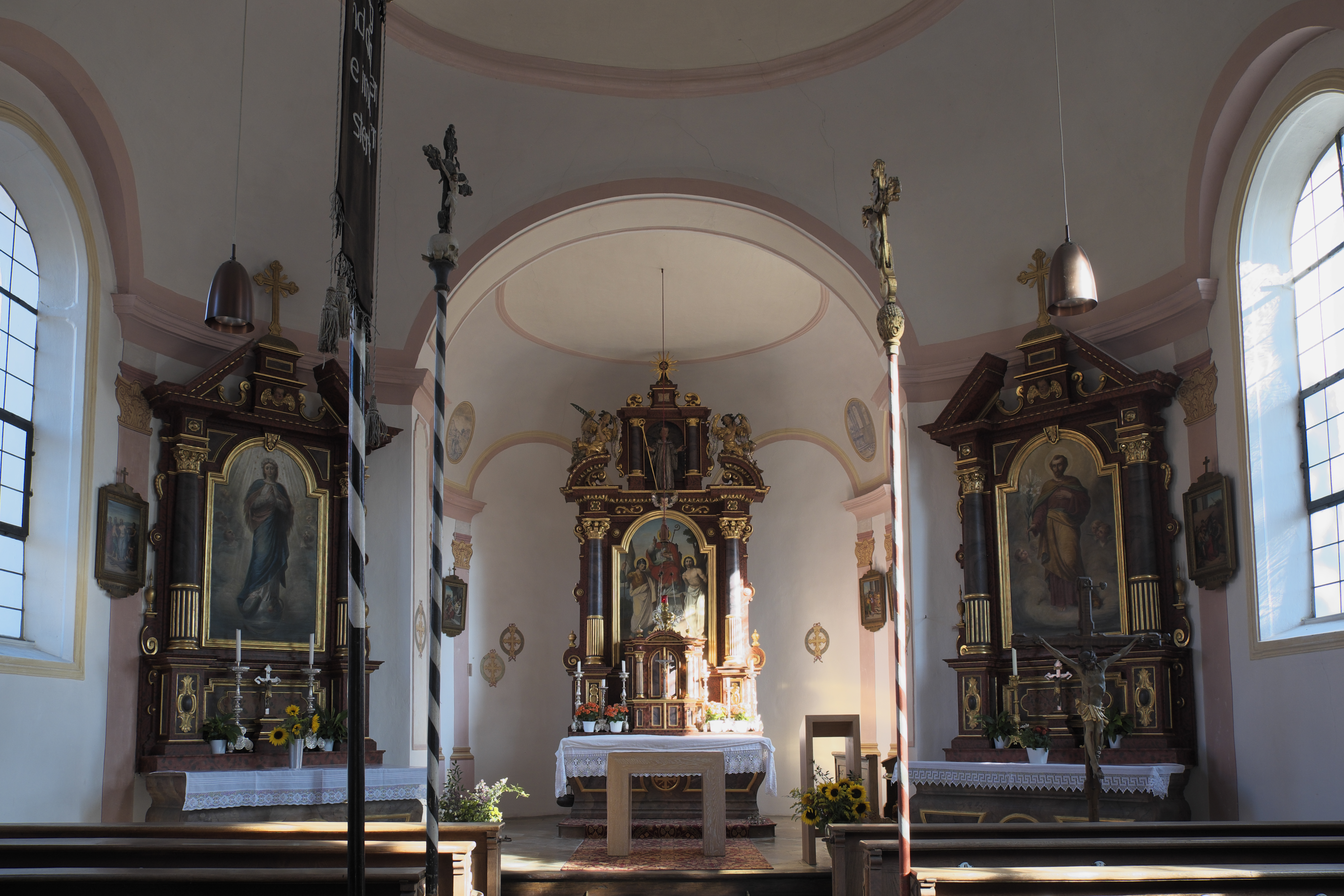
Innenraum

Die römisch-katholische Filialkirche St. Nikolaus steht in Etterschlag, einem Gemeindeteil von Wörthsee im oberbayrischen Landkreis Starnberg. Das Bauwerk ist in der Liste der Baudenkmäler in Wörthsee als Baudenkmal unter der Nr. D-1-88-145-10 eingetragen. Die Pfarrei Zum Hl. Abendmahl Wörthsee gehört zur Pfarreiengemeinschaft Seefeld/Wörthsee im Dekanat Starnberg des Bistums Augsburg.

## Beschreibung
Die im Kern ältere Saalkirche wurde 1758 durchgreifend erneuert. Sie besteht aus einem Langhaus, einem eingezogenen, dreiseitig geschlossenen Chor im Osten, einer Sakristei an der Stirnseite des Chors und einem Kirchturm, der im Westen halb in die Fassade eingestellt ist. Sein oberstes Geschoss enthält hinter den als Biforien gestalteten Klangarkaden den Glockenstuhl. 
Im Innenraum wird der Chorbogen von den Seitenaltären eingerahmt. Im Altarauszug des Hochaltars wird Leonhard von Limoges von zwei Engeln flankiert.